# Белісаріо Бетанкур
Белісаріо Бетанкур Куартас (ісп. Belisario Betancur Cuartas; 4 лютого 1923 — 7 грудня 2018) — колумбійський політик, двадцять шостий президент Колумбії.

## Біографія
Народився 1923 року в містечку Амага (Антіокія) в родині текстильного робітника. Навчався в семінарії, але був з неї виключений. Закінчив Понтифікальний боліваріанський університет, де вивчав право й економіку.
В 1945—1947 роках був депутатом парламенту Антіокії, згодом став депутатом парламенту національного. В 1953—1957 роках був членом Установчих зборів; через незгоду з режимом Рохаса Пінільї був ув'язнений. За президентства Гільєрмо Леона Валенсії очолював міністерство праці. 1970 року брав участь у президентських виборах, але зайняв третє місце. Наприкінці 1970-их займав пост посла в Іспанії. 1982 року, вигравши вибори, став президентом Колумбії.
За свого президентства Бетанкур розпочав будівництво доступного житла, відкривав університети та сприяв боротьбі з неграмотністю. Було проведено адміністративні, економічні та юридичні реформи. Президент проводив перемовини з численними збройними повстанськими угрупованнями; завдяки його зусиллям у серпні 1984 року було підписано угоду про припинення вогню терміном на один рік, було створено змішану комісію для обговорення процесу роззброєння та примирення, а частина повстанців перейшла на шлях легальної громадської діяльності й політичної боротьби. Однак після того, як у квітні 1984 року наркомафія вбила міністра юстиції, в травні в Колумбії було запроваджено стан облоги. В листопаді 1985 року бойовики «Руху 19 квітня» захопили й утримували Палац правосуддя в Боготі, порушивши перемир'я.
Вийшов у відставку в серпні 1986 року після завершення терміну повноважень. Помер у Боготі 2018 року.